# Kanton Neufchâteau
Neufchâteau is een kanton van het departement Vogezen in Frankrijk. Het kanton maakt deel uit van het gelijknamige arrondissement.

## Geschiedenis
Bij toepassing van het decreet van 27 februari 2014  werden op 22 maart 2015 de 21 gemeenten van het kanton Coussey en de gemeente Rouvres-la-Chétive van het kanton Châtenois opgenomen in het kanton Neufchâteau. Het aantal gemeenten in het kanton nam hierdoor toe van 25 naar 47.

## Gemeenten
Het kanton Neufchâteau omvat de volgende gemeenten:
- Autigny-la-Tour
- Autreville
- Attignéville
- Avranville
- Barville
- Bazoilles-sur-Meuse
- Beaufremont
- Brechainville
- Certilleux
- Chermisey
- Circourt-sur-Mouzon
- Clérey-la-Côte
- Coussey
- Domrémy-la-Pucelle
- Frebécourt
- Fréville
- Grand
- Greux
- Harchéchamp
- Harmonville
- Houéville
- Jainvillotte
- Jubainville
- Landaville
- Lemmecourt
- Liffol-le-Grand
- Martigny-les-Gerbonvaux
- Maxey-sur-Meuse
- Midrevaux
- Mont-lès-Neufchâteau
- Moncel-sur-Vair
- Neufchâteau
- Pargny-sous-Mureau
- Pompierre
- Punerot
- Rebeuville
- Rollainville
- Rouvres-la-Chétive
- Ruppes
- Sartes
- Seraumont
- Sionne
- Soulosse-sous-Saint-Élophe
- Tilleux
- Trampot
- Tranqueville-Graux
- Villouxel